# Rubus myricae
Rubus myricae es una especie de planta del género Rubus, perteneciente a la familia Rosaceae.

## Taxonomía
Rubus myricae fue descrita por Wilhelm Olbers Focke en 1875.

## Distribución
Se encuentra en el territorio de Alemania.